# 格吕讷巴赫
格吕讷巴赫是德国莱茵兰-普法尔茨州的一个市镇。总面积2.52平方公里，总人口522人，其中男性260人，女性262人（2011年12月31日），人口密度207人/平方公里。